# Große Dortmunder Fehde
In der Großen Dortmunder Fehde sah sich die Reichsstadt Dortmund in den Jahren 1388 und 1389 Angriffen und einer Belagerung durch Truppen des Kölner Erzbischofs, der Märkischen Grafen und 20 anderer Städte ausgesetzt.

## Vorgeschichte

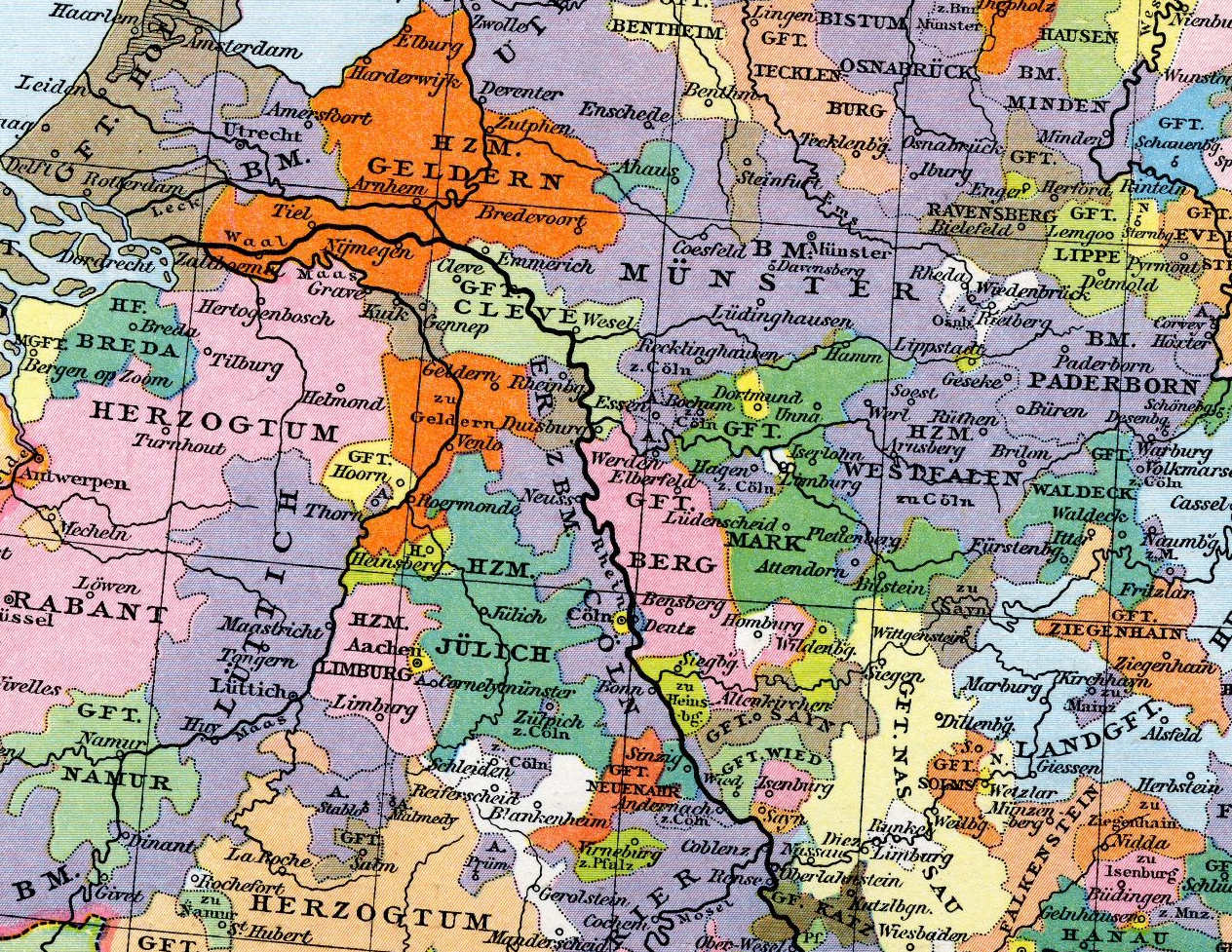
Nordwestdeutschland im 14. Jahrhundert

Der Kölner Erzbischof Friedrich III. von Saarwerden hatte sowohl 1346 von König Karl IV. als auch 1375 von dessen Nachfolger Wenzel Pfandrechte an Dortmund erhalten, konnte sie jedoch nicht wirksam werden lassen. Trotzdem war es aufgrund von internen Auseinandersetzungen nie zu einem Bündnis mit den märkischen Grafen gekommen. Als diese Streitigkeiten überwunden waren, versuchte man Dortmund zu unterwerfen.

## Ablauf
Am 21. Februar 1388 erreichte der Fehdebrief des Kölner Erzbischofs den Dortmunder Rat, am Tag darauf der Fehdebrief Engelberts III., Graf von der Mark. Der Erzbischof verlangte den Huldigungseid von den Bürgern. Dem Grafen von der Mark bot die strittige Hinrichtung der Agnes von der Vierbecke zehn Jahre zuvor einen Anlass zur Fehde. Damit begann die Große Fehde. Der Koalition gegen Dortmund schlossen sich zahlreiche Landesherren an, unter ihnen die Erzbischöfe und Kurfürsten von Mainz und Trier, die Fürstbischöfe von Augsburg, Bamberg, Münster, Paderborn und Osnabrück, die Pfalzgrafen bei Rhein sowie die Herzöge und Grafen von Jülich-Berg-Ravensberg, Württemberg, Moers, Sponheim, Braunschweig-Lüneburg, Tecklenburg, Rietberg und Holstein-Pinneberg. Hinzu kamen einige kleinere westfälische Städte und rund 1.200 Angehörige des landsässigen Niederen Adels.
Diese Koalition erscheint zunächst übermächtig, doch nahm ein Großteil der Koalitionäre nur pro forma an diesem Krieg teil. Entsprechend wurde auch kein ansonsten übliches Söldnerheer aufgestellt. Seinerseits konnte sich Dortmund auf die starken Stadtmauern verlassen. Außerdem warb die Stadt noch 70 Ritter, 49 Pikeniere und 29 englische Bogenschützen an und konnte auf die Unterstützung vier adeliger Helfer setzen, die weitere 79 Reiter auf eigene Kosten stellten. Demgegenüber war die Unterstützung der verbündeten Städte eher schwach. Lediglich Lübeck, Stralsund, Deventer und Zwolle gewährten bescheidene Darlehen von insgesamt 2.000 Gulden. Offenbar wurde die Tragweite des Angriffs, der gemeinsam mit dem Krieg gegen den Süddeutschen Städtebund den Auftakt zu einer Reihe von Auseinandersetzungen zwischen einer Stadt und einer Fürstenkoalition bildete, nicht erkannt. Nachdem die Stadt am 22. Februar die Fehde erwiderte, folgten unmittelbar darauf die ersten Kriegshandlungen.
Die Erzbischöflichen errichteten ihr Lager nördlich des Burgtors und bauten die Rovenburg auf. In einem Versuch, die Stadt von der Außenwelt abzuschneiden und auszuhungern, ließen sich die märkischen Truppen im Westen der Stadt an der Emscher bei der Stadtmühle nieder und rissen diese ab, um mit den Steinen einen Turm zu bauen. Nach ersten Schüssen am 24. Februar begann die eigentliche Beschießung der Stadt durch die märkischen Truppen am 17. April. Dortmund erwiderte die Kanonade und richtete dabei wahrscheinlich erheblichen Schaden unter den Angreifern an. Nach einem ersten Ausfall der Dortmunder am 29. Mai folgten während der ganzen Dauer der Fehde insgesamt schätzungsweise 110 weitere Ausfälle. Bei ersten Vermittlungsversuchen trugen die Erzbischöflichen und Märker ihre Forderungen am 24. Juni vor; diese wurden aber von den Dortmundern rundweg abgelehnt. Weitere Vermittlungsversuche gab es während der gesamten Fehde. Nach den ersten gescheiterten Verhandlungen wurde die Beschießung am 30. Juni intensiviert; insgesamt 238 steinerne Kugeln zerstörten aber lediglich einige Gebäude und töteten eine Kuh und zwei Schweine. Bei heftigem Gegenfeuer aus Dortmund am 10. Juli wurde wohl auch ein modernes Pulvergeschütz eingesetzt. Diese Waffe versetzte die Angreifer dermaßen in Schrecken, dass sie den Belagerungsring lockerten, so dass die Dortmunder nun wieder die Felder vor der Stadtmauer bewirtschaften konnten.
Da die Stadt noch vor der Fehde größere Getreidevorräte angelegt hatte, erschien nun ein Aushungern der Stadt als aussichtslos. Dortmund ließ sich trotz entsprechender Provokationen nicht zu einer offenen Feldschlacht verleiten, sondern konzentrierte sich auf die oben genannten Ausfälle, die wohl auch zur Versorgungssicherung notwendig waren. Am 3. Oktober gelang dabei die Zerstörung der Rovesburg; am 12. Dezember setzten die Verteidiger Schüren in Brand, um so die Besatzung der Hörder Burg herauszulocken. Die Dortmunder wollten dann mit einer circa 600 Mann starken Truppe die Stadt einnehmen, was jedoch misslang. Nachdem kein Sieg einer der beiden Seiten oder eine gütliche Einigung in Sicht war, versuchte Dortmund die Fehde zu beenden, indem es den Grafen von der Mark am 27. April 1389 vor das Dortmunder Freigericht zum Spiegel stellte. Als dieser aber im Gegenzug Dortmund vor den märkischen Freistuhl in Kamen lud, zog die Stadt die Anklage wieder zurück und rief das Königliche Kammergericht an. König Wenzel forderte aber lediglich die Belagerer schriftlich auf, von ihrem Ansinnen abzusehen. Durch die lange Belagerungszeit zermürbt, begannen dann unter der Vermittlung der Stadt Soest ernsthafte Verhandlungen am 4. November. Zunächst war Dortmund zu keinen Zugeständnissen bereit; erst auf Druck der Soester Verhandlungsführung erklärte sich die Stadt zu einer „freiwilligen Zahlung“ von je 7000 Gulden an Kurköln und die Grafschaft Mark bereit. Diese freiwillige Zahlung wurde aber nicht im Friedensvertrag festgehalten; offenbar lag den Dortmundern viel daran, auch nur den Anschein einer Niederlage zu verhindern, der sonst offenbar geworden wäre.
Zumindest sicherte man sich so einen Frieden mit erhobenem Haupt und konnte den für eine Handelsstadt lebenswichtigen Handel wieder aufnehmen.

## Abschluss und Folgen
Am 20. November 1389 endete die Fehde. Unmittelbar nach dem Friedensschluss am 22. November wurde die Belagerung aufgehoben, die Gefangenen ausgetauscht und der frühere Zustand rechtsförmig wieder hergestellt.
Die Stadt hatte sich erfolgreich gegen eine Streitmacht von über 1200 Rittern behaupten können. Danach war die Stadt hoch verschuldet, größte Einzelgläubiger waren die Ritter von Strünkede. Die Kosten der Fehde und des Friedensschlusses, rund 60.000 Gulden, waren so hoch, dass vielfach angenommen wurde, dieses Ereignis hätte den Niedergang Dortmunds ausgelöst. Hohe städtische Steuern als Folge der Verschuldung sorgten im Jahre 1400 für Unruhe unter den Bürgern Dortmunds.
Die Stadt Dortmund war nach dem Friedensschluss sehr darauf bedacht, den Anschein einer Niederlage zu vermeiden und sogar den Eindruck eines Sieges zu erwecken. So entstand die westfälische Redensart „So fast as Düörpm“ (hochdeutsch So fest wie Dortmund), die bis ins 18. Jahrhundert als Eigenbezeichnung zur Erinnerung an diese Ereignisse verwendet wurde.